# Because Of Love (崎谷健次郎の曲)
「Because Of Love」（ビコーズ・オブ・ラブ）は、1989年11月21日に発売された崎谷健次郎の通算7枚目のシングル 。「ためいきの青空（そら）」（ためいきのそら）をカップリング曲に収録している。

## 解説
- プロデュースは、崎谷健次郎。
- CDジャケットは、表裏両面ともに左手にグラスを持つスーツ姿を左側面から捉えた写真を採用[3]。デザイン & アート・ディレクターは熊野明。

1. Because Of Love
  - オービックテレビコマーシャルイメージソングとして長年起用。
  - Two-Two-One.スタジオにて収録[4]
  - 当初の仮タイトルは、「グランドホテル」[4]。
  - コンピュータープログラミング、キーボード、ボーカル、コーラス：崎谷健次郎。
  - シンセオペレーター：崎谷健次郎、遠山淳、大竹徹夫。
  - ドラム：江口信夫、ベース：高水健司、エレクトリック・ギター：鳥山雄司。
  - ストリングス：ロイヤル・フィルハーモニック・オーケストラ、ストリングスコンダクター：倉田信雄。
  - 4th.アルバム『ただ一度だけの永遠』には、remixバージョンが収録。
  - 2nd.ベストアルバム『KENJIRO SAKIYA COMPLETE BEST Love Ballads』には、シングルバージョンが収録。
  - 3rd.ベストアルバム『崎谷健次郎 BEST COLLECTION』には、シングルバージョンが収録。
  - 4th.ベストアルバム『崎谷健次郎 GOLDEN☆BEST』には、シングルバージョンが収録。
  - 5th.ベストアルバム『プラチナムベスト 崎谷健次郎〜Mellow Groove Collection〜』には、シングルバージョンが収録。
  - 3rd.インストゥルメンタルアルバム『SAKIYA PLAYS HIS SONGS / piano instrumental "PIANISM"』には、ピアノインストゥルメンタルバージョンが収録。
  - 4th.インストゥルメンタルアルバム『PIANOIR 〜Sakiya plays his songs〜』には、ピアノインストゥルメンタルバージョンが収録。
2. ためいきの青空（そら）
  - コンピュータープログラム、キーボード、ボーカル、コーラス：崎谷健次郎。
  - シンセオペレーター：崎谷健次郎、大竹徹夫。
  - アコースティック・ギター：吉川忠英。
  - 4th.アルバム『ただ一度だけの永遠』には、remixバージョンが収録。
  - 5th.インストゥルメンタルアルバム『BOSSA DRIVE』には、ピアノインストゥルメンタルバージョンが収録。

## 収録曲
1. Because Of Love
作詞：田口俊、作曲 / 編曲：崎谷健次郎、弦編曲：倉田信雄
2. ためいきの青空（そら）
作詞：松井五郎、作曲 / 編曲：崎谷健次郎